# Фернамбукове дерево
Caesalpinia echinata (фернамбукове дерево, цезальпінія їжакова, пау-бразіл або пернамбуку) — вид дерев роду цезальпінія. Дає щільну червону або помаранчового кольору деревину. Ця деревина, яке має таку ж назву, найкраща для виготовлення смичків для музичних інструментів таких як скрипка. Деревина також дає червону фарбу бразілін.

## Термінологія
Коли португальські дослідники знайшли на узбережжі Південної Америки багато цих дерев, вони стали називати їх «пау-бразіл» (pau-brasil), від порт. pau — «деревина» та brasil, що за переказами походить від слова brasa — «гаряча (червона) зола». Ця назва використовувалося і раніше для різних видів деревини, що походять із Азії та інших місць, і які також мали червоний колір, але південно-американські дерева скоро стали найкращим джерелом такої деревини. Фернамбукові дерева були такою значною частиною експорту і економіки колонії, що країна, яка сформувалася в цій частині світу, узяла це слово за свою назву і зараз зветься Бразилією.
У ботаніці назва «пау-бразіл» стосується майже винятково дерева Caesalpinia echinata, але інколи і інших дерев роду цезальпінія (Caesalpinia) та навіть деяких інших представників родини бобові. Caesalpinia echinata також відома як фернамбукове дерево (Pau-de-Pernambuco), звідки походить назва штату Пернамбуку в Північно-східній Бразилії.
При виробництві смичків деревину найкращої якості називають фернамбуку або пернамбуку, деревину меншої якості — пау-бразіл.
|  | Це незавершена стаття про бобові. Ви можете допомогти проєкту, виправивши або дописавши її. |